# 2005 en basket-ball

Chronologie du basket-ball
2004 en basket-ball - 2005 en basket-ball - 2006 en basket-ball
Les faits marquants de l'année 2005 en basket-ball

## Février
- 12 février : Allen Iverson marque 60 points lors d'une victoire contre le Orlando Magic
- 17 au 20 février : 3e édition de la Semaine de As pour une victoire finale du SLUC Nancy
- 20 février : la sélection de l'Est bat l'Ouest 125-115 lors du NBA All-Star Game. Allen Iverson est élu MVP

## Avril
- 5 avril : North Carolina remporte le championnat universitaire (NCAA) américain de basket-ball face à Illinois, 75 à 70
- 19 avril : le club lituanien du LR Vilnius, remporte la coupe ULEB en battant les Grecs de Makedonikós par 78-74.

## Mai
- 8 mai : le Maccabi Tel-Aviv remporte l'Euroligue de basket-ball en battant le Tau Vitoria par 90-78 lors du Final-Four de Moscou.
- 15 mai : le BCM Gravelines remporte la Coupe de France en s'imposant face à Cholet 91-79. C'est le 1er Trophée de l'histoire du BCM.
- 16 mai : annonce officielle de l'élargissement de la Ligue féminine de basket à 14 clubs pour la saison suivante
- 17 mai, ligue Féminine de Basket : l'USVO Valenciennes est sacré pour 5e fois consécutive champion de France après une dernière victoire en finale face au CJM Bourges (59-55, trois victoires à rien).

## Juin
- 12 juin, Championnat de France de Pro A : Strasbourg remporte la Finale des play-offs au Palais omnisports de Paris-Bercy face à Nancy : 72-68. 1er titre de Champion de France pour les Strasbourgeois.
- 23 juin, NBA : les San Antonio Spurs remportent le titre NBA en battant en finales les Detroit Pistons en sept manches.
- 27 juin : Andrew Bogut est le 1er choix de la Draft de la NBA

## Récapitulatifs des principaux vainqueurs de compétitions 2004-2005

### Masculins
| Europe - Ligue adriatique : KK Hemofarm - Allemagne : GHP Bamberg - Autriche : Allianz Swans Gmunden - Ligue baltique : Žalgiris Kaunas - British Basketball League : Newcastle Eagles - Belgique : - - Croatie : KK Zadar - Espagne : Real Madrid - France : Strasbourg - Grèce : Panathinaïkos - Israël : Maccabi Tel-Aviv - Italie : Climamio Bologne - Lituanie : Žalgiris Kaunas - Lettonie : BK Ventspils - Norvège : Asker Aliens - Pologne : Sopot - Portugal : - - Russie : CSKA Moscou - République tchèque : Nymburk - Slovaquie : BK Nitra - Suède : Södertälje Kings - Suisse : Monthey - Turquie : Efes Pilsen Istanbul | Amériques - Liga Sudamericana : Unit Uberlândia - NBA : San Antonio Spurs | Afrique, Asie, Océanie - Coupe d’Afrique : Abidjan Basket Club - Égypte : Gezira SC |

### Féminines
| Europe - Allemagne : Wasserburg - Belgique : Dexia Namur - Bosnie-Herzégovine : KK Željezničar Sarajevo - Espagne : Université de Barcelone - FC Barcelone - Estonie : TLU/AJ Tooted Tallinn - France : Valenciennes - Grèce : KAE Panathinaïkós AO - Hongrie : Pécs - Italie : Schio - Lituanie : Vilnius - Pays-Bas : BV Den Helder - Pologne : Lotos Gdynia - République tchèque : Brno - Russie : Samara - Slovénie : ŽKK Celje | Amériques - Brésil : Ourinhos - NWBL : Colorado Chill - WNBA : Sacramento Monarchs | Afrique, Asie, Océanie |

## Juillet
- 10 juillet : l'équipe de France féminine espoir (moins de 20 ans) est Championne d'Europe en battant la Pologne 72-57

## Août
- 24 août : l'Angola remporte le Championnat d'Afrique des Nations en s'imposant en finale 70 à 61 face au Sénégal.

## Septembre
- 11 septembre : Championnat d'Europe de basket-ball féminin : la République tchèque bat la Russie par 72 à 70. L'Espagne remporte la 3e place.
- 20 septembre : WNBA, finale : Les Sacramento Monarchs remportent leur premier titre WNBA en s'imposant en finale face aux Connecticut Sun.

25 septembre :
Eurobasket 2005, finale : la Grèce bat l’allemagne Sur le score de 78 a 62, 2ème titre des grecs dans la compétition.

## Octobre
- 9 octobre : les Maliennes du Djoliba AC remportent la 11e édition de la Coupe d’Afrique des clubs champions féminins de basket à Bamako (Mali).

## Novembre
- 1er novembre : NBA : ouverture de la saison NBA 2005-2006.

## Décembre
- 9 décembre : le numéro 33 de Scottie Pippen est retiré par les Bulls de Chicago
- 18 décembre : le All-Star Game de la Pro A voit la victoire de la sélection étrangère face à la sélection française sur le score de 96-85. K'Zell Wesson est élu MVP

## Décès
- 1er juin : George Mikan, joueur américain des Minneapolis Lakers en NBA, à l'âge de 81 ans
- 16 août : Aleksandr Gomelsky, entraîneur russe, à l'âge de 77 ans
- 15 octobre : Jason Collier, joueur américain en activité aux Hawks d'Atlanta, à l'âge de 28 ans